# Леверок, Данте
Данте Леверок (англ. Dante Leverock; род. 11 апреля 1992, Гамильтон, Бермудские Острова) — бермудский футболист, защитник.

## Клубная карьера
Начинал заниматься футболом на родине. В 20 лет переехал в Англию, где он выступал за команды низших дивизионов. Сезон 2015/16 Леверок провёл в американском клубе «Гаррисберг Сити Айлендерс». Через год защитник вернулся на Туманный Альбион, где заключил контракт с «Илкстоном». В то время с этой командой работал его соотечественник, лучший бомбардир сборной Бермудских Островов Шон Гоутер.
В январе 2018 году агент футболиста латыш Александр Чекулаев привёз Леверока на просмотр в клуб эстонской Премиум-лиги «Нарва-Транс». По результатам тренировок руководство нарвитян приняло решение заключить контракт с защитником сроком на один сезон. В дебютном официальном матче за команду игрок отметился голом в ворота
«Куресааре». За сезон он забил за команду восемь мячей. В декабре 2018 года Леверок не стал продлевать контракт с нарвитянами.
5 декабря 2018 года Леверок подписал однолетний контракт с клубом Премьер-дивизиона Лиги Ирландии «Слайго Роверс».

## Сборная
За национальную команду Бермудских Островов Данте Леверок дебютировал в 2015 году. Свой первый гол за сборную он провёл 25 марта 2015 года в ворота Багамских Островов в рамках первого раунда отборочного турнира Чемпионата мира 2018 в России.
Летом 2019 года был вызван в сборную для участия в Золотом Кубке КОНКАКАФ. В первом матче в групповом раунде против сборной Гаити забил гол на 45-й минуте, однако его команда уступила 1:2.

## Достижения
- Чемпион Бермудских Островов: 2011/12
- Обладатель Кубка Бермудских Островов: 2012

## Семья
Данте Леверок является двоюродным братом бывшего хавбека сборной Бермуд и клубов MLS Хано Смита.